# Пепе Соареш
Жозе Маноел Соареш (порт. José Manoel Soares, 30 січня 1908 — 24 жовтня 1931), відомий як Пепе, — португальський футболіст. Протягом своєї короткої кар'єри він грав на позиції форварда за «Белененсеш» і збірну Португалії. Багато хто вважав його найкращим гравцем Португалії того часу. Незважаючи на молодий вік, у якому він помер, Пепе виграв два національні чемпіонати Португалії (зараз рахуються як Кубок Португалії) і три чемпіонати Лісабона.

## Клубна кар'єра
Жозе Мануел Соареш Лоуру, більш відомий як Пепе, народився 30 січня 1908 року в бідній родині на вулиці Руа-ду-Ембашадор, № 17, у Белені, на заході Лісабона.

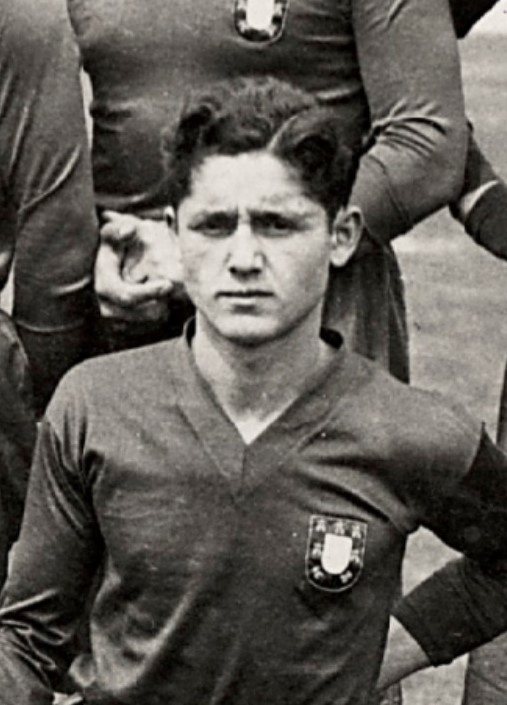
Пепе Соареш під час виступів за «Беленесеш». 1928 рік.

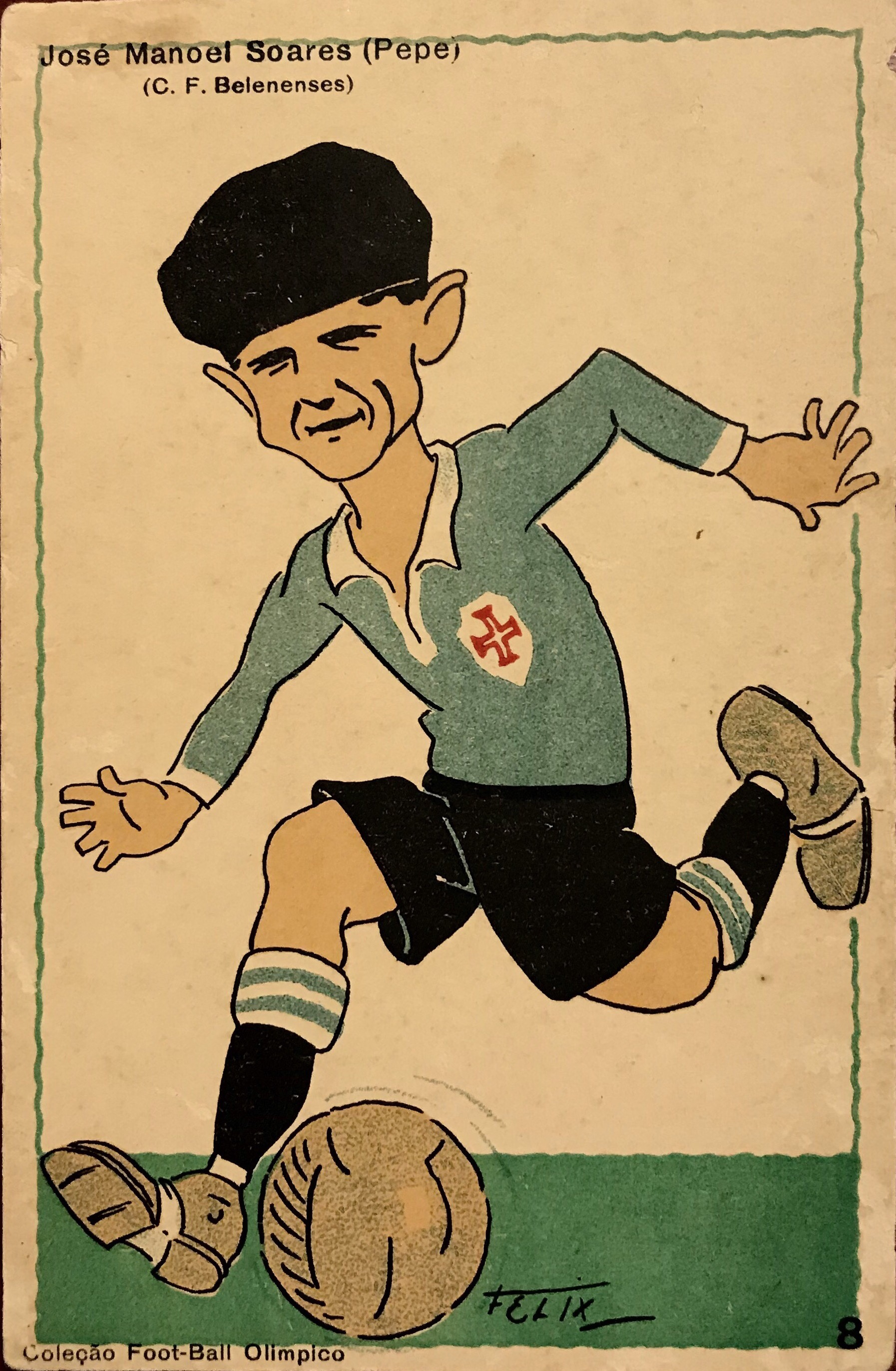
Карикатурна листівка зірки «Беленесеша» з зображенням Пепе Соареша.

У той час престижною вважалася професія токаря — і саме ним Пепе охоче став. Добре граючи у футбол за збірну свого заводу, юнак отримав запрошення від місцевих клубів. З усіх варіантів було обрано «Белененсеш», адже жив Пепе біля стадіону цього клубу — у лісабонському районі Белен.
У віці 18 років Пепе вперше зіграв за «Белененсеш» 28 лютого 1926 року проти «Бенфіки», вийшовши в матч на 75-й хвилині, коли «Белененсеш» програвав з рахунком 4:1. У наступні 13 хвилин «Белененсеш» забив три голи, зрівнявши рахунок 4:4. На останній хвилині «Бенфіка» сфолила у власному штрафному майданчику. Оскільки жоден із гравців «Белененсеша» не вийшов, щоб виконати пенальті, капітан викликав Пепе, новачка, щоб виконати удар. Він не підвів і «Белененсеш» переміг з рахунком 5:4.
За свою клубну кар'єру Соареш провів 140 ігор, усі за «Белененсеш». У сезоні чемпіонату Лісабона 1929/30 Пепе провів 14 ігор, забив 36 голів (приголомшливий середній показник 2,57 гола за гру). Це включало рекорд в одній грі з 10 забитими м'ячами в перемозі над «Бом Сусессо» з рахунком 12:1 (рекорд, який зберігається донині).

## Міжнародна кар'єра
Пепе дебютував у збірній Португалії у віці 19 років у товариському матчі проти Франції, який відбувся в Лісабоні 16 березня 1927 року. Пепе забив два голи у тій грі і допоміг здобути перемогу для своєї збірної з рахунком 4:0. Всього за збірну Португалії провів 14 ігор, забив 7 голів.
Пепе також грав за Португалію на футбольному турнірі Олімпійських ігор 1928 року в Амстердамі. Там Португалія пройшла Чилі (4:2) і Югославію (2:1), але згодом програла Єгипту (1:2) у чвертьфіналі. Пізніше Єгипет програв Аргентині в півфіналі та Італії в матчі за бронзову медаль. Востаннє Пепе виступав за Португалію в Порту 23 лютого 1930 року, обігравши Францію з рахунком 2:0. 

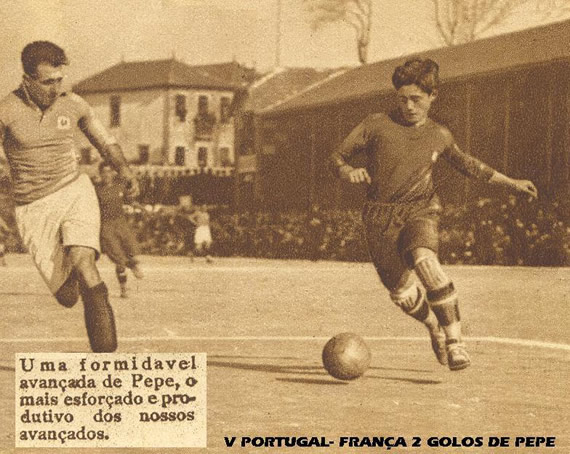
Пепе Соареш у дебютному матчі в збірній Португалії проти Франції. Лісабон, 16 березня 1927 року.

## Смерть
23 жовтня 1931 року Пепе втратив свідомість на роботі. Його доставили до військово-морського госпіталю в Лісабоні з сильним болем у животі, і наступного дня він помер. Йому було всього 23 роки.
Досі немає єдиної версії щодо конкретних обставин смерті Пепе, яка сталася через харчове отруєння. Найвідоміша історія розповідає про трагічну помилку його матері під час приготування їжі 22 жовтня, за два дні до його смерті. Мати Пепе, яка не вміла читати, помилково використала каустичну соду замість солі, коли готувала чорізо. Наступного дня Пепе взяв на роботу сендвіч із чорізо та спожив їдку речовину. Пес, який доїв бутерброд гравця, також помер, а вся родина була госпіталізована, але Пепе був єдиний, хто не вижив.

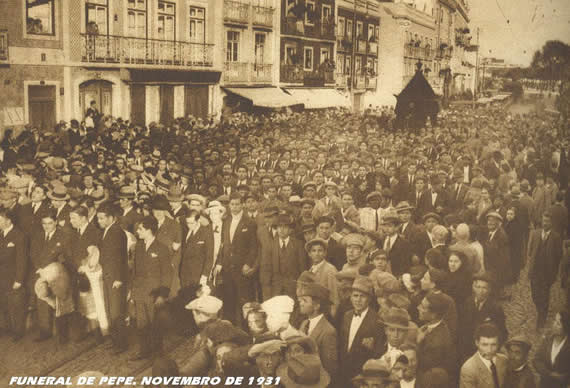
Похоронна процесія Пепе в 1931 році.

Похорони Пепе стали траурною подією майже загальнонаціонального масштабу. Тридцять тисяч людей прийшли, щоб віддати шану молодій зірці, втрата якої сколихнула португальський спортивний світ. Учасники також прибули з-за меж Португалії, включаючи одного з найкращих воротарів в історії футболу, іспанця Рікардо Самору.

## Вшанування

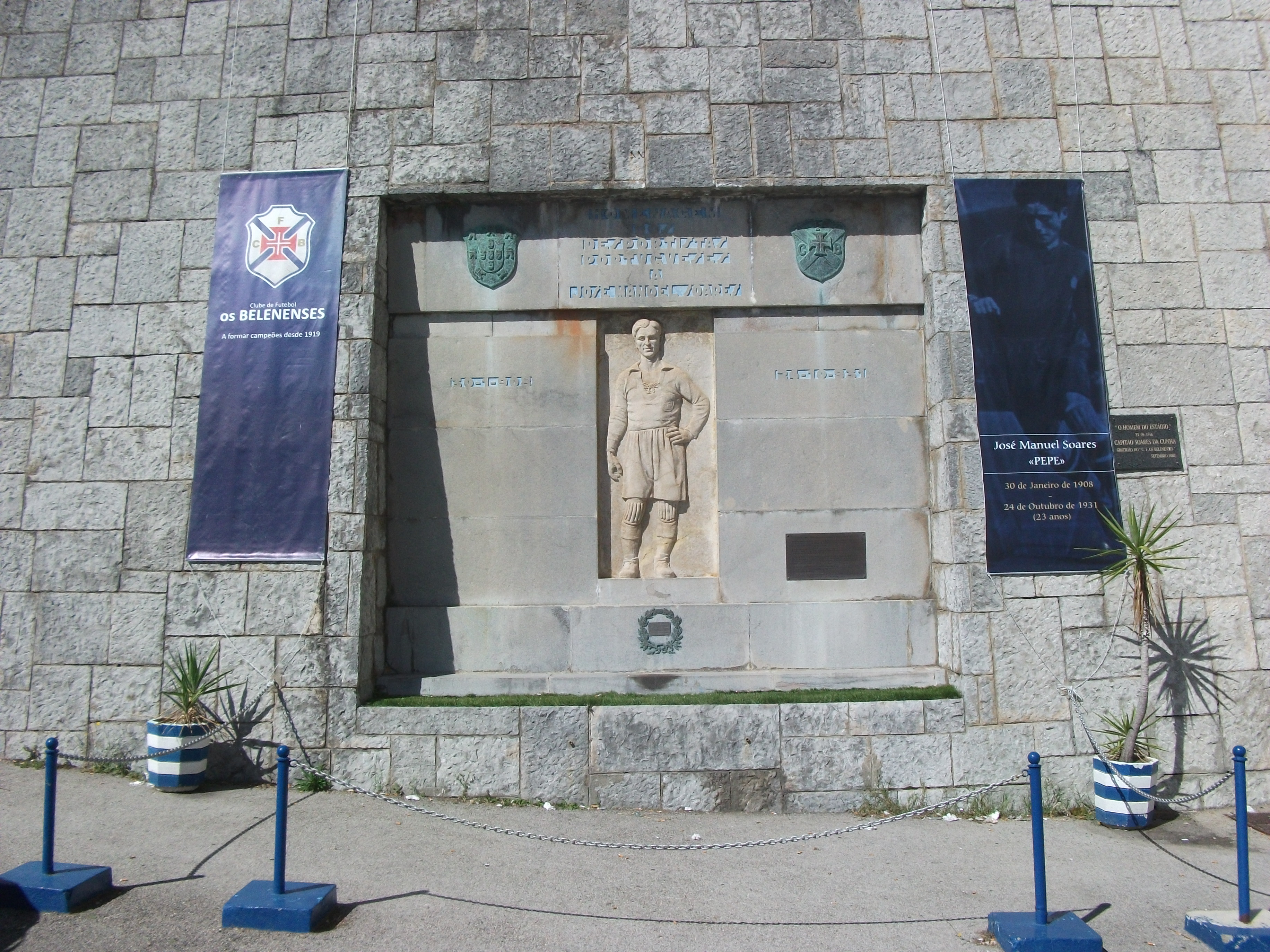
Меморіал на честь Пепе

У 1932 році, через рік після його смерті, «Белененсеш» встановив меморіал Пепе на стадіоні Салезіаш у Лісабоні. Сам стадіон пізніше перейменували на честь Пепе. Коли клуб «Белененсеш» переїхав на стадіон «Рештелу» в Лісабоні в 1956 році, біля входу на стадіон було встановлено меморіал Пепе. За традицією, коли «Порту» відвідує «Белененсеш» на матч, команда завжди залишає перед грою вінок перед статуєю.

## Голи за збірну
| #  | Дата            | Місце проведення                            | Суперник       | Рахунок | Результат | Турнір                |
| -- | --------------- | ------------------------------------------- | -------------- | ------- | --------- | --------------------- |
| 1. | 16 березня 1927 | «Луміар», Лісабон, Португалія               | Франція        | 1–0     | 4–0       | Товариський матч      |
| 2. | 16 березня 1927 | «Луміар», Лісабон, Португалія               | Франція        | 2–0     | 4–0       | Товариський матч      |
| 3. | 27 травня 1928  | Олімпійський стадіон, Амстердам, Нідерланди | Чилі           | 2–2     | 4–2       | Олімпійські ігри 1928 |
| 4  | 27 травня 1928  | Олімпійський стадіон, Амстердам, Нідерланди | Чилі           | 3–2     | 4–2       | Олімпійські ігри 1928 |
| 5. | 12 січня 1930   | «Луміар», Лісабон, Португалія               | Чехословаччина | 1–0     | 1–0       | Товариський матч      |
| 6. | 23 лютого 1930  | «Кампу-ду-Амеал», Порту, Португалія         | Франція        | 1–0     | 2–0       | Товариський матч      |
| 7  | 23 лютого 1930  | «Кампу-ду-Амеал», Порту, Португалія         | Франція        | 2–0     | 2–0       | Товариський матч      |